# Nikolaj Spinëv
Nikolaj Nikolaevič Spinëv (in russo Николай Николаевич Спинёв?; Rostov sul Don, 30 maggio 1974) è un ex canottiere russo.

## Palmarès

### Olimpiadi
- 1 medaglia:
  - 1 oro (Atene 2004 nel quattro di coppia)